# Freedom House
     Free
     Partly Free
     Not Free

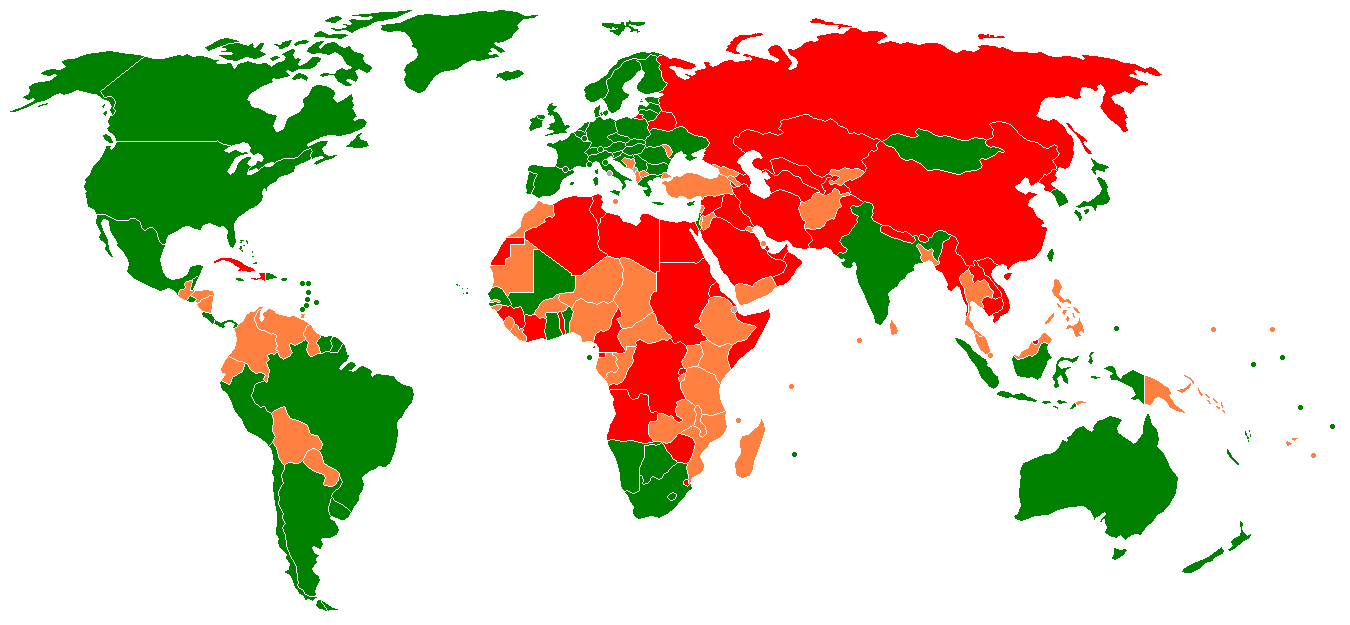
Studiu efectuat în 2006 de către Freedom House Freedom in the World asupra nivelului global al libertății în 2005.
Free
Partly Free
Not Free

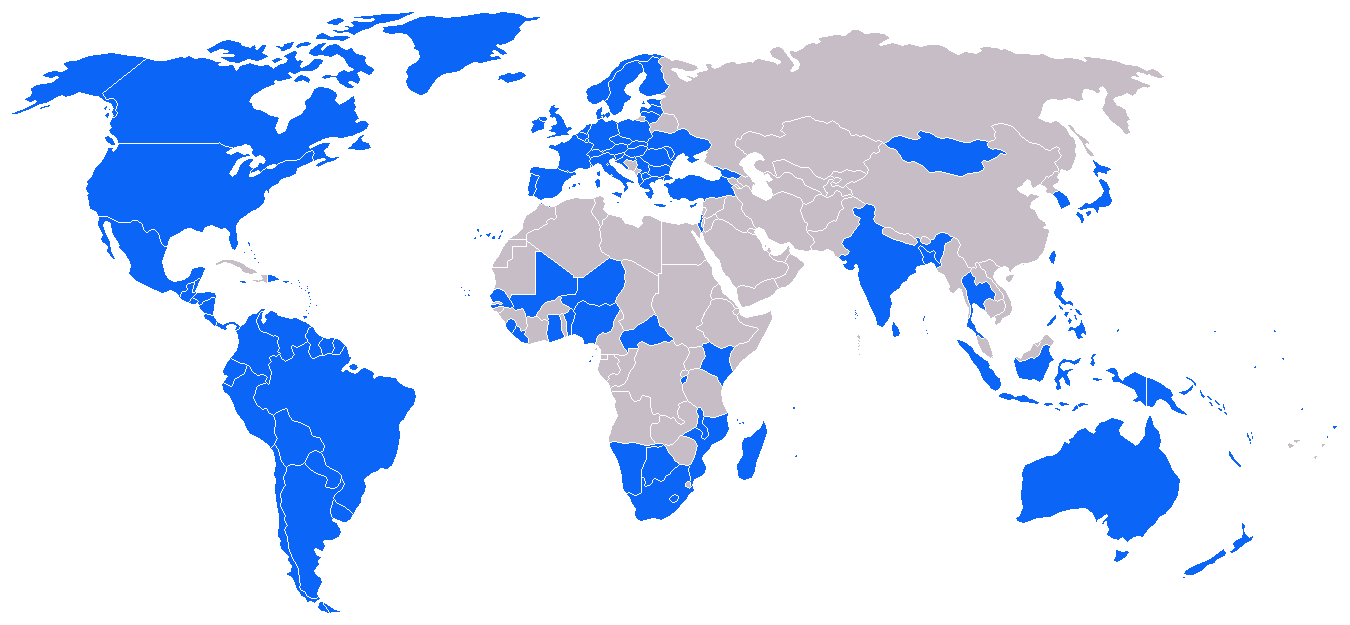
Democraţia la nivel global conform unui studiu efectuat de Freedom House în 2006Freedom in the World. Țările colorate în albastru au fost desemnate ca democrații liberale.

Freedom House este un institut de cercetare cu sediul în Washington, D.C. finanțat de către guvernul american, al cărui principal obiectiv este promovarea democrației liberale în lume.
Freedom House realizează anual un raport care monitorizează și evaluează anual respectarea libertăților în 193 de țări și 15 teritorii.